# Tlokoeng Airport
Tlokoeng Airport är en flygplats i Lesotho.   Den ligger i distriktet Mokhotlong, i den nordöstra delen av landet, 140 km öster om huvudstaden Maseru. Tlokoeng Airport ligger 2 140 meter över havet.
Terrängen runt Tlokoeng Airport är kuperad. Runt Tlokoeng Airport är det glesbefolkat, med 18 invånare per kvadratkilometer. Närmaste större samhälle är Rafolatsane, 17,5 km sydost om Tlokoeng Airport. Omgivningarna runt Tlokoeng Airport är i huvudsak ett öppet busklandskap.